# Terry Curran
Edward Terence Curran, plus connu sous le nom de Terry Curran, né le 20 mars 1955 à Kinsley près de Hemsworth dans le Yorkshire de l'Ouest, est un footballeur anglais qui évoluait au poste de milieu de terrain, avant de devenir ensuite entraîneur.

## Biographie

### Carrière de joueur
Terry Curran dispute 76 matchs en première division anglaise, inscrivant trois buts.
Il participe à la Coupe des coupes avec l'équipe d'Everton lors de la saison 1984-1985 (quatre matchs joués).

## Palmarès
| Southampton - Coupe de la Ligue anglaise : - Finaliste : 1978-79. |  | Sheffield Wednesday - Championnat d'Angleterre D3 : - Meilleur buteur : 1979-80 (22 buts). |

| Everton \| - Championnat d'Angleterre (1) : - Champion : 1984-85. - Coupe d'Angleterre (1) : - Vainqueur : 1983-84. - Finaliste : 1984-85. \| \| - Coupe de la Ligue : - Finaliste : 1983-84. \| |  | Paniónios - Coupe des Balkans : - Finaliste : 1986. |
| - Championnat d'Angleterre (1) : - Champion : 1984-85. - Coupe d'Angleterre (1) : - Vainqueur : 1983-84. - Finaliste : 1984-85.                                                                  |  | - Coupe de la Ligue : - Finaliste : 1983-84.        |